# Juko Arimori
Yuko Arimori (japonsko 有森 裕子), japonska atletinja, * 17. december 1966, Okajama, Japonska.
Nastopila je na poletnih olimpijskih igrah v letih 1992 in 1996, osvojila je srebrno in bronasto medaljo v maratonu. Leta 1995 je osvojila Hokaiški maraton, leta 2001 pa Maraton Gold Coasta.